# Letališka cesta, Ljubljana
Letališka cesta je 2,7 kilometra dolga cesta v ljubljanski industrijski coni Moste oziroma v sedanji Četrtni skupnosti Jarše. Poteka večinoma skozi industrijsko cono v smeri zahod - vzhod. Na zahodu se pričenja v križišču s Kajuhovo cesto, na vzhodnem delu pa se konča pri železniškem prehodu pred vzhodno obvoznico ter potjo spominov in tovarištva. Cesta je ime dobila po letališču Polje, ki se je nekdaj razprostiralo po bližnji ravnini. Svojo vlogo je izgubilo šele po izgradnji letališča na Brniku. Do izgradnje vzhodne obvoznice je bila Letališka cesta slepa cesta, saj ni imela na vzhodnem delu urejenega izvoza. Tedaj na njej ni bilo veliko prometa z osebnimi vozili. 

## Navezovalne ceste in ulice
Na Letališko cesto se vključujejo tri pomembnejše ceste, in sicer:
- cesta v nakupovalno središče BTC,
- Bratislavska cesta,
- Leskovškova cesta.

## Pomembnejši objekti, zgradbe in ustanove
Ob cesti se nahaja več trgovsko-poslovnih objektov, tri bencinske črpalke in carinska cona. Cesta ima na obeh straneh urejeno kolesarsko stezo. 

## Javni potniški promet
Na njej se nahaja tudi pet avtobusnih postajališč javnega mestnega prometa. Ob delavniških in sobotnih prometnih konicah po njej obratuje avtobusna linija št. 7L, preko celotnega dne, razen ob nedeljah in praznikih, pa tudi liniji št. 27 in 27B; vse imajo pred železniško progo urejeno obračališče s postajališčem.

### Postajališča MPP
| postajališče      | št. linije  |
| ----------------- | ----------- |
| 203192 Yulon      | 7L, 27, 27B |
| 204012 Leskoškova | 7L, 27, 27B |
| 204022 GZL        | 7L, 27, 27B |
| 204032 Rog        | 7L, 27, 27B |
| 204042 Letališka  | 7L, 27, 27B |

| postajališče                   | št. linije  |
| ------------------------------ | ----------- |
| 204051 Letališka - obračališče | 7L, 27, 27B |
| 204041 Letališka               | 7L, 27, 27B |
| 204031 Rog                     | 7L, 27, 27B |
| 204021 GZL                     | 7L, 27, 27B |
| 204011 Leskoškova              | 7L, 27, 27B |
| 203191 Yulon                   | 7L, 27, 27B |